# کدز
کدز (انگلیسی: Keds) یک شرکت کفش طراحی‌شده با کف لاستیکی است که در سال ۱۹۱۶ در ایالات متحده آمریکا تاسیس شده‌است.